# Station Romans - Bourg-de-Péage
Station Romans - Bourg-de-Péage is een spoorwegstation in de Franse gemeente Romans-sur-Isère.